# Поль Еміль Лекок де Буабодран
Поль Еміль Лекок де Буабодран (фр. Paul Emile Lecoq de Boisbaudran) (*18 квітня 1838 , Коньяк — †28 травня 1912 , Париж) — французький хімік.
Здобув домашню освіту; природничі науки вивчав самостійно за програмою Політехнічної школи. Працюючи на сімейному виноробному підприємстві, обладнав власну хімічну лабораторію, в якій і проводив свої експерименти. Його наукові праці присвячені спектроскопії мінералів і неорганічних речовин. У 1875 р. відкрив у піренейській цинковій обманці новий елемент галій, існування і властивості якого були передбачені Д. І. Менделєєвим. Відкриття галію стало першим поштовхом до визнання періодичного закону як фундаментального закону хімії. У 1879 р. відкрив також елемент Самарій, а в 1886 — Гадоліній і Диспрозій. Член-кореспондент Паризької академії наук (з 1878).